# 麻城インターチェンジ
麻城インターチェンジ（マソンインターチェンジ）は大韓民国京畿道龍仁市にある嶺東高速道路のインターチェンジである。

## 歴史
- 1976年4月10日 - 開設[2]

## 周辺
- エバーランド

## 隣
嶺東高速道路
(13) 新葛JCT - (14) 麻城IC - (15) 西龍仁JCT